# 약혼 파기당한 영애를 주운 내가, 나쁜 짓을 가르치다
약혼 파기당한 영애를 주운 내가, 나쁜 짓을 가르치다(婚約破棄された令嬢を拾った俺が、イケナイことを教え込む～美味しいものを食べさせておしゃれをさせて、世界一幸せな少女にプロデュース！～, I'm Giving the Disgraced Noble Lady I Rescued a Crash Course in Naughtiness)는 후카다 사메타로가 집필하고 미와베 사쿠라가 그림을 그린 일본의 라이트 노벨 시리즈이다. 2019년 8월 소설가가 되자 웹사이트에서 시작된 웹소설로 시작되었다. 이후 슈후가 세이카츠 샤에게 인수했으며, 세이카츠 샤는 2020년 3월부터 PASH!로 3권과 단편 소설집을 한 권 출판했다.
카츠라 이치호가 그린 만화가 PASH UP!에서 연재되었다. 2020년 3월부터 웹사이트에 게시되었으며, 2023년 9월 기준 7권의 단행본으로 수집되었다. Zero-G와 디지털 네트워크 애니메이션이 각색한 애니메이션 TV 시리즈는 2023년 10월부터 12월까지 방영되었다.

## 구성
약혼자에게 배신당하고 가족에게 학대를 당한 후, 샬롯 에반스라는 젊은 귀족 여성은 강제로 집에서 도망쳐야 한다. 그러던 중, 성격 때문에 어둠의 군주로 알려진 비인간적인 마법사 앨런 크로포드(Allen Crawford)를 만나게 된다. 앨런은 자신의 저택에 도착한 후 그녀의 이야기를 듣고 그녀를 마음껏 애지중지하여 샬롯을 장난에 빠지게 하기로 결정한다.